# Francisco Rojas
Francisco Ulises Rojas Rojas, född 22 juli 1974 i La Serena, är en chilensk före detta professionell fotbollsspelare som avslutade spelarkarriären 2008 i Deportes La Serena. Mellan 1995 och 2005 spelade Rojas 32 matcher för Chiles landslag.